# Hrabstwo Seminole (Floryda)
Seminole – hrabstwo w stanie Floryda w USA. Populacja liczy 422818 mieszkańców (stan według spisu z 2010 roku).
Powierzchnia hrabstwa to 893 km² (w tym 95 km² stanowią wody). Gęstość zaludnienia wynosi 329,72 osoby/km².

## Miejscowości
- Altamonte Springs
- Casselberry
- Lake Mary
- Longwood
- Oviedo
- Sanford
- Winter Springs

## CDP
- Black Hammock
- Chuluota
- Fern Park
- Forest City
- Goldenrod
- Geneva
- Heathrow
- Midway
- Wekiwa Springs